# Ga-Rei – Monster in Ketten
Ga-Rei – Monster in Ketten (jap. 喰霊, Garei, dt. „Geistfresser“) ist eine Mangaserie des japanischen Zeichners Hajime Segawa, die von 2005 bis 2010 in Japan erschien. Das Werk ist in die Genres Action, Comedy, Mystery und Shōnen einzuordnen und wurde als Anime-Fernsehserie umgesetzt.

## Inhalt
Der Oberschüler Kensuke Nimura (弐村 剣輔) hat die Fähigkeit, Geister und Dämonen sehen zu können. Zwar ist dies oft eher hinderlich, doch hat sich Kensuke mit der Zeit daran gewöhnt. Nun jedoch trifft er auf das Mädchen Kagura Tsuchimiya (土宮 神楽), die ebensolche Fähigkeiten hat wie er und als Spezialagentin gegen Dämonen und Geister kämpft. Bei ihrem Einsätzen wird Kagura von Ga-Rei unterstützt, einem Inugami, den sie sich als Haustier hält. Kagura wird in Kensukes Klasse versetzt und bald verlieben sich die beiden ineinander, während Kensuke an Kaguras Seite kämpft.

## Veröffentlichung
Die Kapitel des Mangas erschienen erstmals von Oktober 2005 bis Januar 2010 im Manga-Magazin Shōnen Ace des Verlags Kadokawa Shoten in Japan. Später erschien die Serie in zwölf Sammelbänden. Die Bände verkauften sich jeweils über 70.000 Mal.
Von September 2011 bis Januar 2013 veröffentlichte Tokyopop eine deutsche Übersetzung des Mangas in sechs Doppelbänden sowie einen Sonderband mit weiteren Informationen zur Serie. Pika Édition brachte eine französische Fassung heraus, bei JBC erschien der Manga auf Portugiesisch.

## Anime-Adaption
Auf Grundlage des Mangas produzierten die Studios AIC Spirits und Asread 2008 eine Anime-Fernsehserie namens Ga-Rei Zero. Sie spielt zeitlich vor den Geschehnissen im Manga und erklärt die Hintergründe um Kagura und Yomi, die im Manga nur kurz angedeutet werden. Aus diesem Grund hat auch die Manga-Hauptfigur Kensuke nur in der letzten Folge einen kurzen Auftritt, um damit den direkten Anschluss an den Manga wiederherzustellen.
Die Regie führte Ei Aoki, das Charakterdesign entwarf Osamu Horiuchi und die künstlerische Leitung hatte Yoshimi Umino inne. Die Erstausstrahlung der zwölf Folgen begann am 5. Oktober 2008 Chiba TV und TV Saitama, einige Tage später begann die Ausstrahlung durch die Sender AT-X, KBS Kyoto, Sun TV, Tokyo MX TV, TV Aichi, TV Hokkaido, TV Kanagawa und TVQ Kyushu. Die letzte Folge wurde am 21. Dezember 2008 gezeigt. Der Anime wurde ins Englische und Chinesische übersetzt.

### Synchronisation
| Rolle             | japanischer Sprecher (Seiyū) |
| ----------------- | ---------------------------- |
| Yomi Isayama      | Kaoru Mizuhara               |
| Kagura Tsuchimiya | Minori Chihara               |
| Chizuru Yanase    | Chika Horikawa               |
| Natsuki Kasuga    | Eri Kitamura                 |

### Musik
Der Soundtrack der Serie wurde komponiert von Noriyasu Agematsu. Den Vorspann unterlegt man mit dem Lied Paradise Lost von Minori Chihara, der Abspanntitel ist Yume no Ashioto ga Kikoeru von Kaoru Mizuhara. Bei zwei Folgen wurde das Lied des Vorspanns auch für den Abspann verwendet.